# أوليوروبين

## الأوليوروبين (Oleuropein)
هو جلايكوسيلاتي سيكو إيريدويد (glycosylated seco-iridoid) ، وهو نوع من مركب الفينول المر الموجود في جلد الزيتون الأخضر ولحم الزيتون والبذور والأوراق وزيت الأرغان. يشتق مصطلح oleuropein من الاسم النباتي لشجرة الزيتون Olea europaea.

بسبب مذاقه المر، يجب إزالة الأوليوروبين (Oleuropein) بالكامل أو تحليله لجعل الزيتون صالحًا للأكل. أثناء معالجة الزيتون الأخضر المر وغير صالح للأكل للاستهلاك، تتم إزالة أولوروبين من الزيتون عن طريق الغمر في محلول يسمى (lye solution).

## خصائص كيميائية
الصيغة الكيميائية : C25H32O13
الكتلة المولية : 540.51 g/mol

## المعالجة الكيميائية
يتكون الأوليوروبين (Oleuropein) من جزيء من حمض الإيلينوليك (elenolic acid) مرتبط بـ orthodiphenol hydroxytyrosol بواسطة رابطة إستر، وجزيء الجلوكوز بواسطة رابطة (glycosidic). تفضل الظروف القلوية التحلل المباشر من أولوروبين من أنسجة الزيتون الأخضر الطازج المغمور في (lye solution).. تحدث آليتان في وقت واحد:
أولاً: عند درجة حموضة عالية (pH ~ 13.9) في 3% من محلول NaOH، معظم المجموعات الفينولية (pKa ≈ 10) الموجودة في جزيء oleuropein يتم فصلها وتصبح في حالة منفصلة. تزيد مجموعات الفينولات المتأينة قابلية ذوبان الجزيء بشكل كبير في أنسجة الزيتون. يمكن بعد ذلك أن يخرج الأولوروبيين بسهولة من الثمار ويتم إطلاقه في (lye solution).
ثانيًا، في الظروف القلوية، يتم تحلل جزيء الأولوروبين كيميائيًا إلى هيدروكسي تيروسول (hydroxytyrosol ) وحمض الإيلينوليك (elenolic acid) عن طريق تفكك روابط الإستر وجليكوسيدك. عند درجة الحموضة العالية، مثل الفينولات والبوليفينول، يكون الجزيء حساسًا للأكسدة ويمكن أن يتحلل بشكل أسرع، بينما يتحول الزيتون إلى اللون الأسود كما هو الحال أثناء النضج الطبيعي، إذا كان المحلول مؤكسجًا عن طريق حقن الهواء (الأكسدة القلوية للزيتون تسمى أيضًا عملية California process).
يتم استبدال (lye solution) عدة مرات بمحلول طازج جديد حتى يختفي الطعم المر تمامًا.
يعد التحلل المائي الإنزيمي أثناء نضج الزيتون أيضًا عملية مهمة لتحلل الأولوروبين والتخلص من مذاقه المر

## إسوداد الزيتون الأخضر
يمكن معالجة الزيتون الأخضر صناعيًا باستخدام غلوكونات الحديدوز (0.4٪ ) لتغيير لونه إلى الأسود. يستخدم الجلوكونات، وهو منتج أكسدة صالح للأكل من الجلوكوز، كمفاعل غير سام للحفاظ على Fe2 + في محلول. عند التلامس مع مادة البوليفينول، تشكل الأيونات الحديدية مركبًا أسود يعطي اللون النهائي للزيتون المعالج. يتم استنفاد الزيتون الأسود المعالج بجلوكونات الحديد (II) أيضًا في هيدروكسي تيروسول، حيث تعد أملاح الحديد محفز للأكسدة.